# Bong Tae-gyu
Bong Tae-gyu (봉태규?, Bong Tae-gyuLR, Pong T‘aekyuMR; 19 maggio 1981) è un attore sudcoreano.

## Filmografia
- Tears (2000)
- Jungle Juice (2002)
- Conduct Zero (2002)
- Rooftop Room Cat (2003)
- La moglie dell'avvocato (Baramnan gajok) (2003)
- Au Revoir, UFO (2004)
- Sunday Seoul (2005)
- When Romance Meets Destiny (2005)
- See You After School (2006)
- How the Lack of Love Affects Two Men (2006)
- Family Ties (2006)
- Two Faces of My Girlfriend (2007)
- Working Mom (2007)
- Garujigi (2008)
- The Beat Goes On (2012)
- Happiness for Sale (2013)

## Teatro
| Anno      | Titolo               | Ruolo      | Note  |
| --------- | -------------------- | ---------- | ----- |
| 2009-2010 | University of Laughs | Playwright | [ 2 ] |
| 2011      | Falling for Eve      | Adam       | [ 3 ] |

## Riconoscimenti
- 2003 Director's Cut Awards: Best New Actor (La moglie dell'avvocato)
- 2008 SBS Drama Awards: Producer's Award (Working Mom)